# Papillon
A papillon francia társasági kutyafajta.

## Történet
Kialakulása az 1600-as évekre tehető. Ábrázolásával gyakran találkozunk a flamand Anthony Van Dyck képein.

## Külleme
Marmagassága 20-28 centiméter, tömege 4-4,5 kilogramm. Kis termetű, kecses állat. Füle felálló, ennek alapján könnyen megkülönböztethető közeli rokonától, a phaléne-től. Neve franciául pillangót jelent, ami a fej és a fülek jellegzetes alakjára utal. Szőrzete mindennapos gondozást, ápolást igényel. 

## Képgaléria

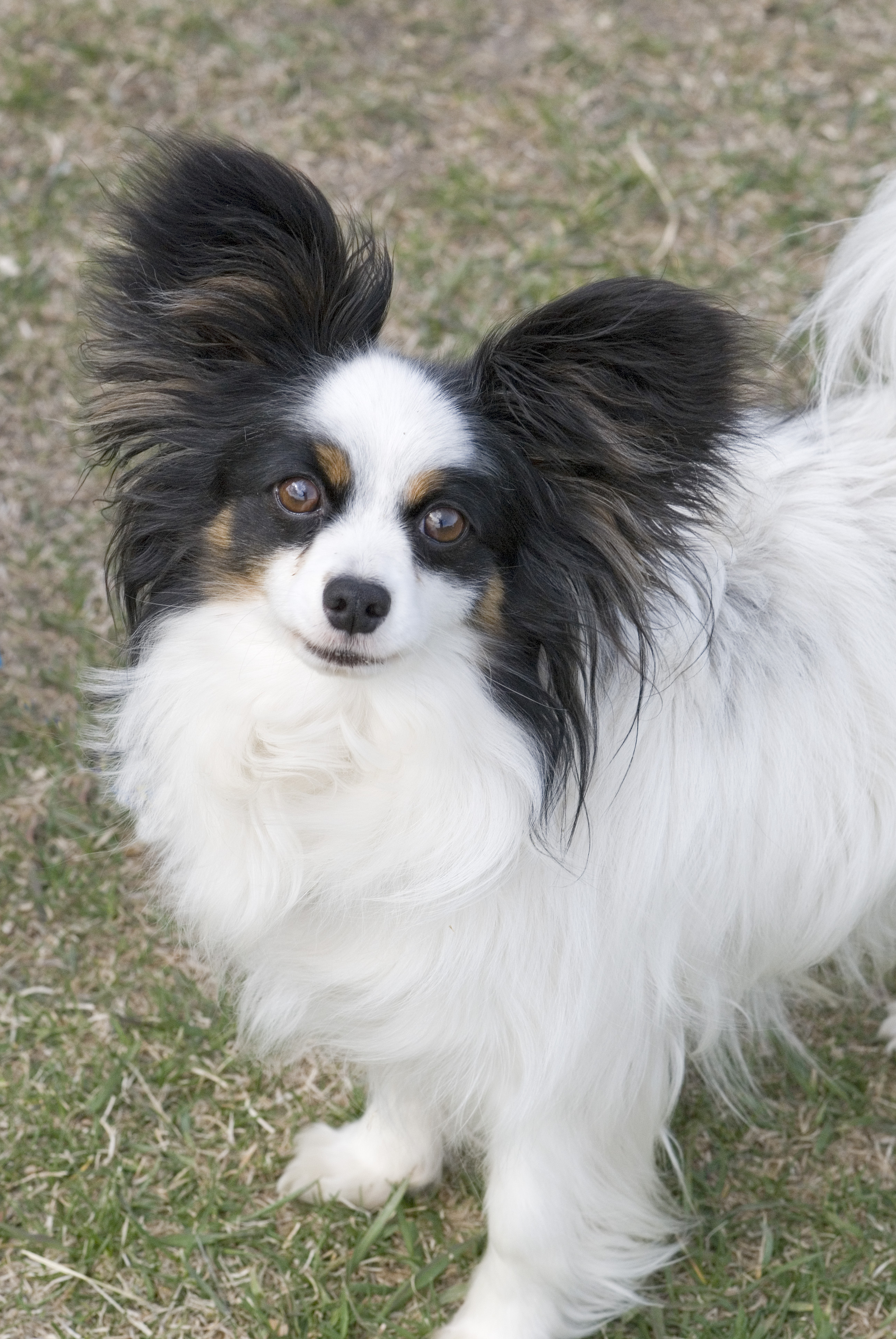
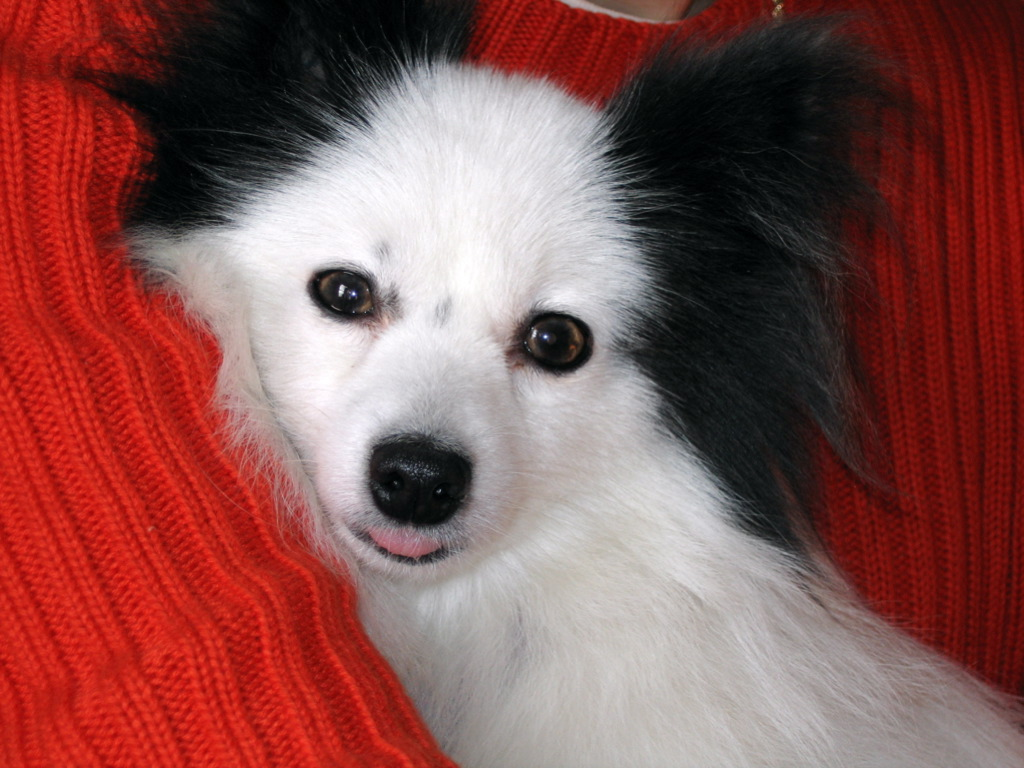
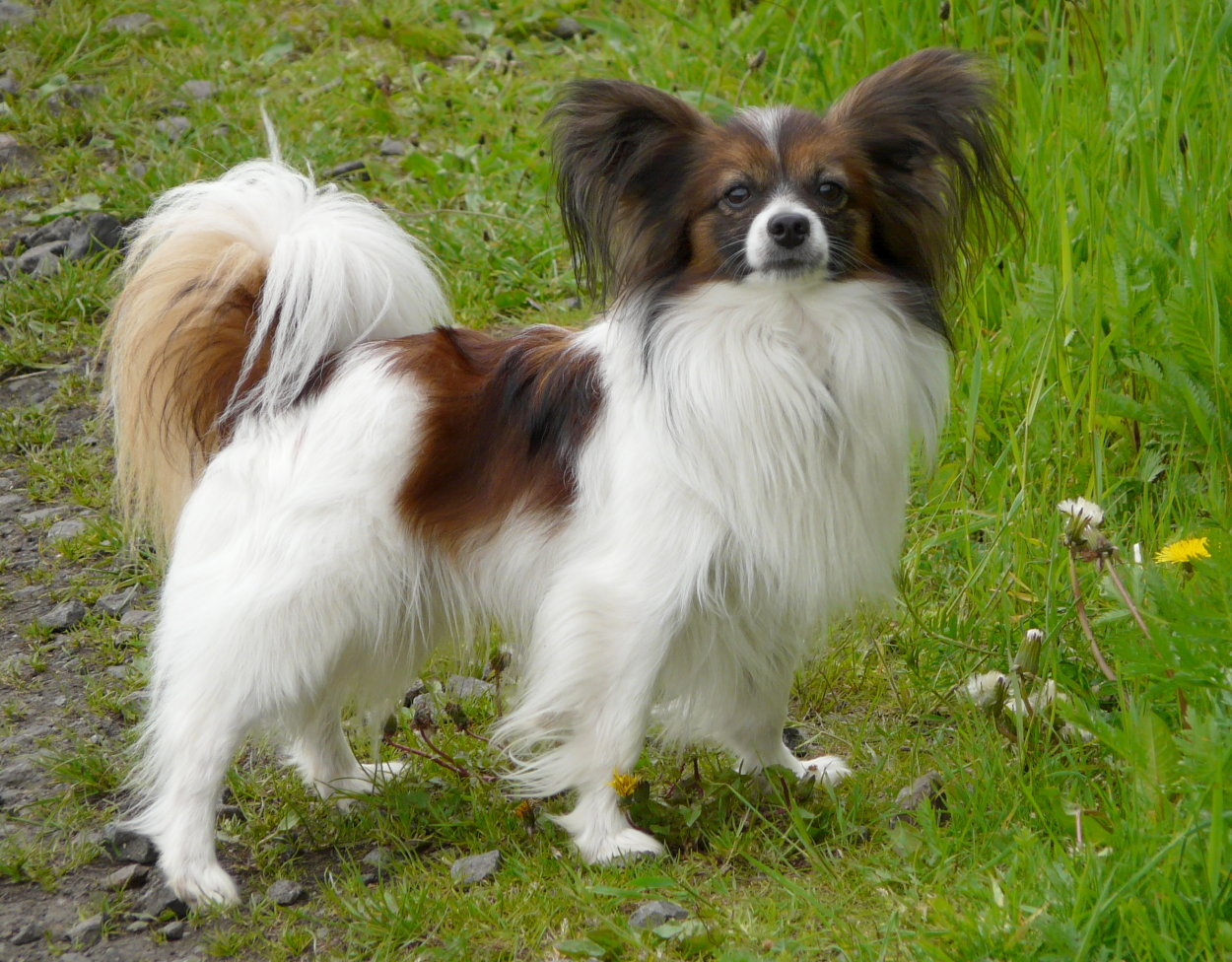
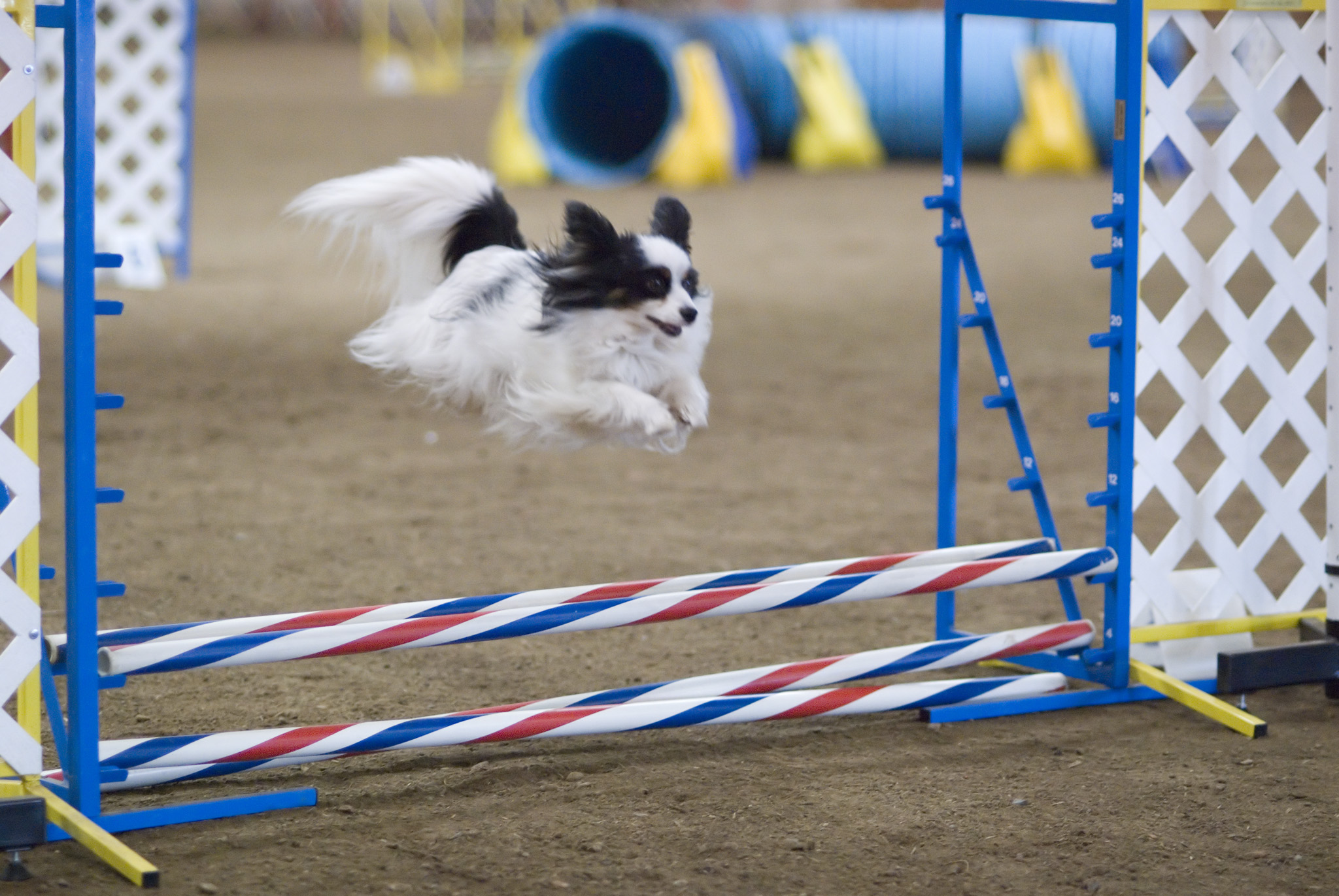

## Jelleme
Természete éber és barátságos. 